# Muehlenbeckia ephedroides
Muehlenbeckia ephedroides är en slideväxtart som beskrevs av Joseph Dalton Hooker. Muehlenbeckia ephedroides ingår i släktet sliderankor, och familjen slideväxter. Inga underarter finns listade i Catalogue of Life.